# 釣ヶ崎海岸
釣ヶ崎海岸（つりがさきかいがん）は、千葉県長生郡一宮町にある九十九里浜の南端に位置する海岸。サーフィンの盛んな場所として知られ、2020年東京オリンピックにおけるサーフィンの競技会場・釣ヶ崎海岸サーフィンビーチ（英称：Tsurigasaki Surfing Beach）となった。

## 概要

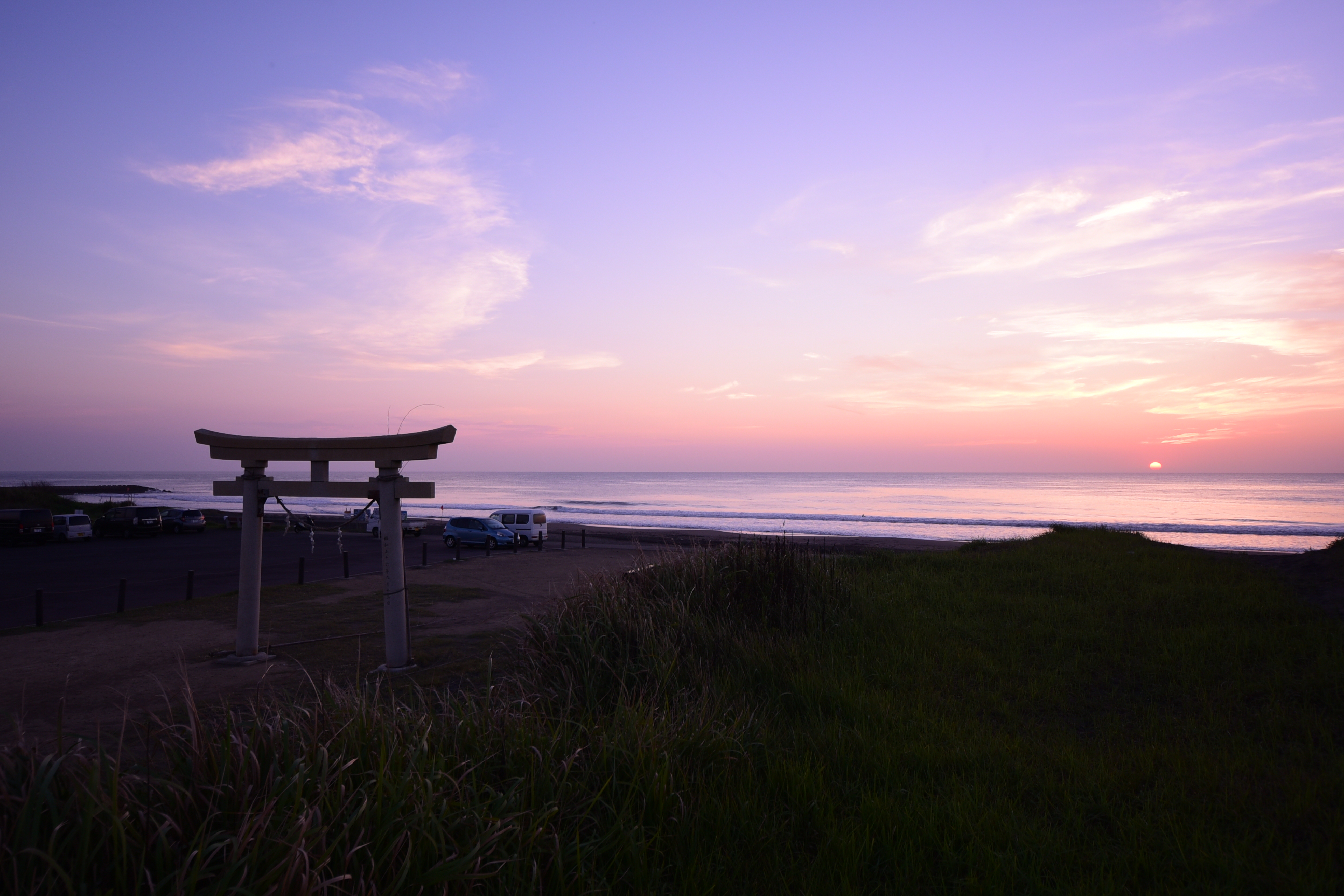
釣ヶ崎海岸の夕景

九十九里浜の最南端に位置し、全域を千葉県立九十九里自然公園に指定されている。年間を通して良質な波が打ち寄せることから、多くのサーファーに親しまれている。
ハイレベルなサーファーおよびプロサーファーが集まることから、サーファーが技術を磨くサーファーの聖地「波乗り道場」として知られる。年間約60万人が波乗りに訪れ、一宮町への移住者も増えている。
海岸の砂浜には鳥居が屹立しており、玉前神社の例祭である上総十二社祭りなどが行われている。釣ヶ崎海岸広場には舗装された駐車場、シャワー施設、エコトイレなどが整備されている。
サーフィンの聖地とされることからあらゆるレベルのサーフィン大会も多数開催されており、2016年（平成28年）5月と2017年（平成29年）5月には国内で開催された国際大会の中でも最高レベルにあたるQS6000 ICHINOMIYA CHIBA OPENが開催された。また、2021年に開催の2020年東京オリンピックにおけるサーフィンの競技会場として国際オリンピック委員会（IOC理事会）によって決定された。
2020年、新型コロナウイルス感染症の感染拡大を受け、一宮町は4月17日から駐車場を閉鎖する措置を取ったが、同年5月末に閉鎖を解除した。

## 神事

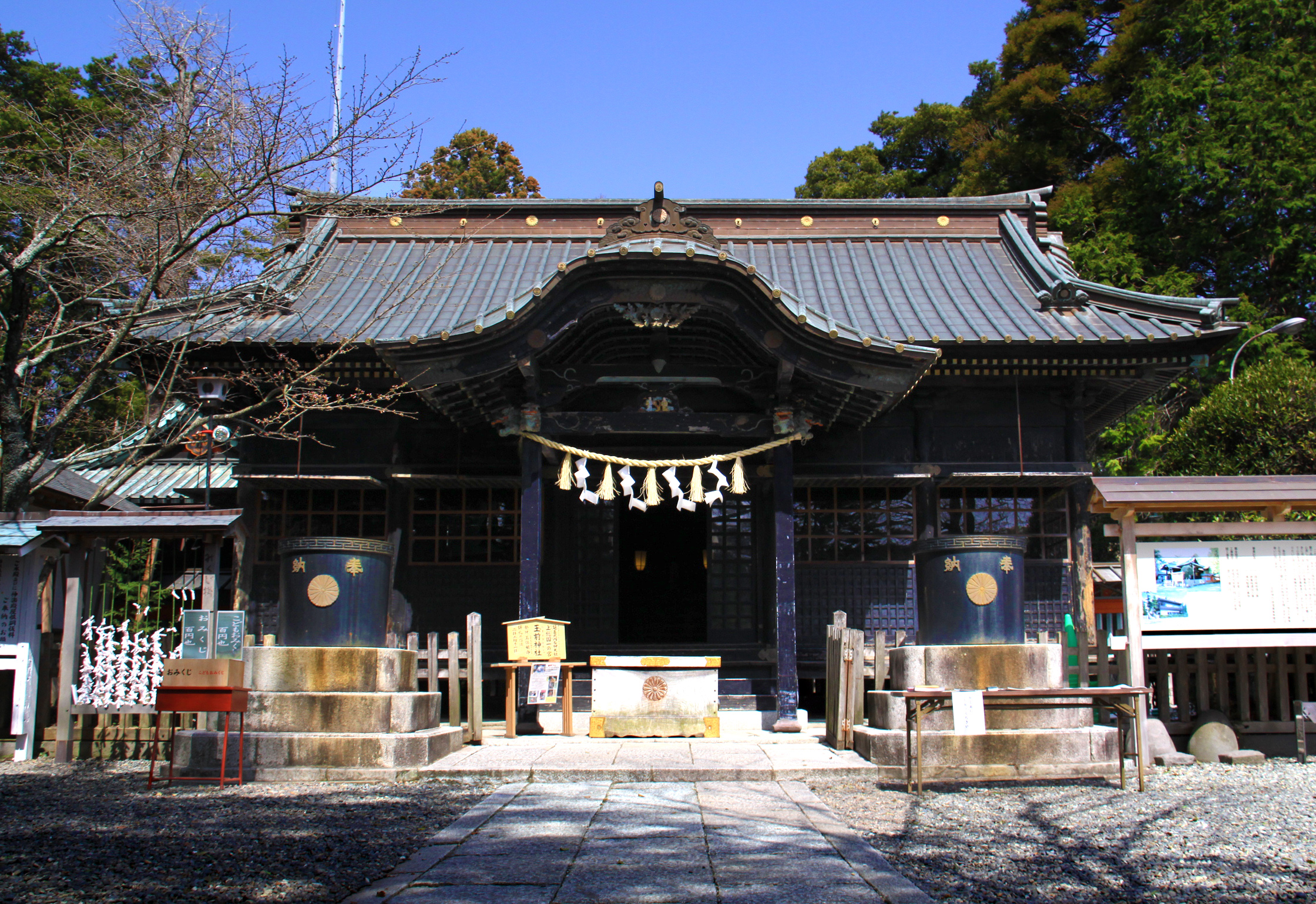
玉前神社

毎年9月には、玉前神社の例祭である上総十二社祭り（上総裸祭り）が釣ヶ崎海岸で行われている。その起源は、807年（大同2年）に遡るとされ、千葉県無形民俗文化財に登録されている。毎年6月には、「玉之浦禊行」と称される禊が行われる。

## 志田下ポイント
釣ヶ崎海岸の中でも最も南に位置する、国内屈指と評されるサーフポイントは、「志田下（しだした）」と通称されている。これは1958年（昭和33年）から1985年（昭和60年）まで、志田利寿をはじめとする志田家が経営する海の家が毎年5月から9月にかけて営業していたことに由来する。
志田下は、各種のサーフィン競技会の会場とされている。志田下をホームブレイクとする選手も多く、2015年（平成27年）に日本人として初めて全米オープン（Vans US Open Of Surfing）で優勝を制した大原洋人、世界の国際大会（World Qualifying Series）などで活躍中の稲葉玲王、全米サーフィン選手権（U10クラス）で日本初優勝を果たした岩見天獅など多数の有力選手が輩出されている。

## 開催された主なイベント
- 2016年5月23日 - 30日、2017年5月22日 - 28日、2018年5月21日 - 27日、2019年4月29日 - 5月5日
  - WSL QS6000 ICHINOMIYA CHIBA OPEN[20][21][22]
- 2019年5月6日 - 7日
  - 第1回 ジャパンオープンオブサーフィン[23]（英称：THE 1st JAPAN OPEN OF SURFING）
- 2019年7月18日 - 21日
  - READY STEADY TOKYO サーフィン[24]（2020年東京オリンピックテストイベント）
- 2021年7月25日 - 27日
  - 第32回オリンピック東京大会サーフィン競技[25]

## アクセス
- 2020年東京オリンピックアクセシブルルート
  - 上総一ノ宮駅（JR外房線）下車、シャトルバス乗車[26]。
- 最寄りの鉄道駅
  - 東浪見駅（JR外房線）より、徒歩約20分。
- 自動車
  - 九十九里有料道路 新地交差点（白子インターチェンジ先）。
  - 九十九里ビーチライン（千葉県道30号飯岡一宮線）。
  - 駐車場有。